# Gårdsadelsdam
Gårdsadelsdam var ett ämbete vid det ryska tsarhovet i det moskovitiska Ryssland. De fungerade som hovdamer och innehade första rangen bland alla kvinnliga anställda vid hovet.
Hovdamerna valdes ut bland kvinnliga släktingar till tsaritsan eller andra medlemmar av hovet. Kvinnorna skulle som regel vara änkor för att kunna tjänstgöra. Hovdamerna utnämndes sinsemellan till olika uppgifter med olika status. 
Tjänsterna bestod i rangordning av: unga prinsar och prinsessors guvernanter; skattmästare (som hade ansvaret för tsaritsans skattkammare); Svetlichnye (hantverkarkvinnor); sängdamer (de hade hand om tsaritsans sänglinne och tvätt); domare (hanterade tvister, bråk och personalfrågor). Sedan följde guldsömmerskor, sömmerskor, portomoys (tvättarskor) och personer av icke-officiell rang. 